# Longitarsus hammondi
Longitarsus hammondi is een keversoort uit de familie bladkevers (Chrysomelidae). De wetenschappelijke naam van de soort werd in 1981 gepubliceerd door Gruev.